# Bartlesville
Bartlesville ist eine Stadt in Oklahoma in den USA. Sie liegt zum Teil im Osage und zum Teil im Washington County. Bei der Volkszählung 2020 hat das US Census Bureau 37.290 Einwohner ermittelt. Bartlesville liegt 75 Kilometer nördlich von Tulsa und sehr nah an Oklahomas Nordgrenze zu Kansas. Sie ist der Verwaltungssitz des Washington County, in dem der größere Teil der Stadt liegt. Bartlesville war lange Zeit Sitz der Phillips Petroleum Company, bis sie mit Conoco zu ConocoPhillips fusionierte. Frank Phillips, nach dem die Hauptstraße der Stadt benannt wurde (das Krankenhaus wurde nach seiner Frau Jane benannt), gründete Phillips Petroleum 1905 in Bartlesville, als die Gegend noch ein Indianer-Territorium war. Phillips war stets der größte Arbeitgeber der Stadt. ConocoPhillips beschäftigt heute vor allem Angestellte in der Verwaltung in Bartlesville, während die Raffinerien und die Weiterverarbeitung an anderen Orten im Staat und weltweit verteilt sind.
In der Stadt finden sich eine Tageszeitung und mehrere Radiostationen. Sie ist neben Anadarko einer der zwei Orte in Oklahoma, an denen ein Lenape-Stamm lebt.

## Bildung
Bartlesville ist Sitz der Oklahoma Wesleyan University, einer privaten, religiösen Einrichtung der Wesleyan Church mit circa 400 Studenten, und einer Nebenstelle der Rogers State University mit circa 700 Studenten.

## Geographie

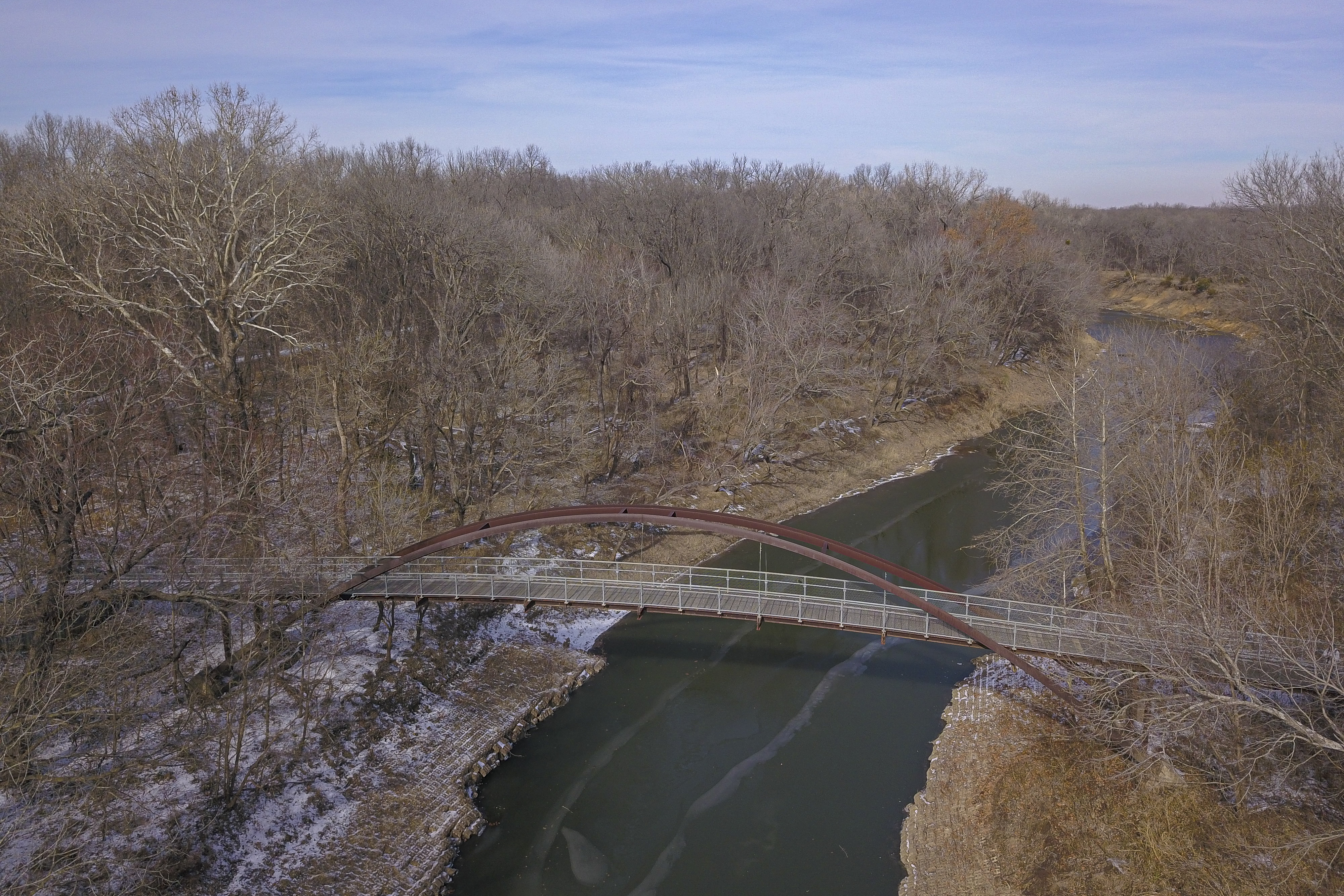
Pathfinder-Parkway-Brücke und Caney River, 2022

Bartlesville hat eine Fläche von 54,7 km² und ist am Caney River gelegen, der die Innenstadt von der East Side trennt. Der Fluss trat im Oktober 1986 nach starken Regenfällen über die Ufer, zerteilte die Stadt für mehrere Tage in zwei Hälften und verursachte erheblichen Sachschaden. Ein schwächeres Hochwasser trat noch einmal im Juni 2007 auf. Entlang des Flusses führt im Stadtgebiet von Bartlesville der Pathfinder Parkway, ein 19 Kilometer langer asphaltierter Pfad für Fußgänger, Jogger und Radfahrer.

## Tourismus
Eine Sehenswürdigkeit von Bartlesville ist der von Frank Lloyd Wright entworfene Price Tower in der Innenstadt. Im nahegelegenen Bartlesville Community Center findet in jedem Juni das OK MOZART statt, ein einwöchiges internationales Musikfestival. Dies begann 1985 und umfasst klassische Konzerte, Jazz, Opernaufführungen und anderes rund um die Musik von Wolfgang Amadeus Mozart. Aufgetreten sind unter anderem bereits Itzhak Perlman, Joyce Yang, Joshua Bell und André Watts.
In der Stadt finden außerdem verschiedene jährliche Festivals und Aufführungen statt. Das Sunfest besteht aus drei Festivals am ersten Juniwochenende: einer Kunstausstellung und Musikfestival im Sooner Park, einer Oldtimer-Automobil-Show im Johnstone Park und einer Doppeldecker-Show auf dem Flughafen von Bartlesville. Eine weitere klassische Flugschau findet im Herbst statt. Ebenfalls jeden Herbst wird im Community Center ein Indian-Summer-Festival abgehalten. Eine Konzertreihe für Jugendliche, genannt „The Wherehouse“, zeigt mehrmals im Monat christliche und alternative Rockbands und Künstler.
Frank Phillips früheres Wohnhaus in Bartlesville ist heute ein Museum, das von der Historischen Gesellschaft von Oklahoma unterhalten wird. Seine Ranch „Woolaroc“ (aus woods, lakes, rocks / Wälder, Seen, Felsen) 16 Kilometer südwestlich der Stadt umfasst auf 15 km² unter anderem ein Museum mit Phillips’ umfangreicher Sammlung von indianischer, regionaler und moderner Kunst sowie seine Waffensammlung, die zu den vollständigsten der Welt gehört, seine Grabstätte, ein Wildtierreservat mit Bison-, Elch-, Texanisches-Longhorn-, Wasserbüffel- und Zebraherden sowie über 20 weiteren Tierarten.

## Bekannte Einwohner
- David Ayers, Schauspieler
- Nancy Barrett (* 1943), Schauspielerin
- Jerry R. Choate (1943–2009), Mammaloge, Hochschullehrer und Museumsdirektor
- Patrick Cranshaw (1919–2005), Schauspieler
- Becky Hobbs (* 1950), Sängerin
- Bob Kurland (1924–2013), Basketballspieler
- Terrence Malick (* 1943), Regisseur
- Tyson Meade, Musiker
- Emeka Okafor (* 1982), Basketballspieler
- Mark Price (* 1964), Basketballspieler
- John Wesley Raley, Minister und Pädagoge
- Sue Stotlar, Künstler
- Allen Rucker, Schriftsteller
- Gretchen Wyler (1932–2007), Schauspielerin
- Frank Phillips, Gründer von Phillips Petroleum
- Jerry Cantrell (* 1966), Gitarrist und Sänger der Gruppe Alice in Chains
- Frank Magana, Metallurg, Unternehmer und Künstler
- River Southworth, Musiker und Songwriter